# Права человека в Боснии и Герцеговине
Ситуация с правами человека в Боснии и Герцеговине на протяжении ряда лет подвергалась критике со стороны межправительственных организаций, в том числе Совета ООН по правам человека, Европейского суда по правам человека и Организации по безопасности и сотрудничеству в Европе, а также международных и местных неправительственных организаций, таких как Human Rights Watch и Amnesty International. Правительство Боснии и Герцеговины подверглось критике за этническую и религиозную дискриминацию в обращении с этническими и религиозными меньшинствами, такими как цыгане и евреи. Правительство также подвергалось критике за обращение с внутренне перемещёнными лицами после боснийской войны и за неспособность предоставить просителям убежища такие ресурсы, как еда, кров и медицинская помощь. По данным BH Novinari, Ассоциации боснийских журналистов, свобода СМИ является проблемой в Боснии и Герцеговине, где журналисты сталкиваются с нападениями, угрозами и давлением со стороны правительства. Правозащитные неправительственные организации также сообщают о вмешательстве в их работу со стороны правительства. Боснийское правительство подверглось критике со стороны Европейского Союза за его медленную реакцию на внутреннее судебное преследование за военные преступления, совершённые во время боснийской войны, после закрытия Международного уголовного трибунала по бывшей Югославии в декабре 2017 года.

## История
Этнический конфликт стал заметным явлением в обществе Боснии и Герцеговины после распада Югославии. Тремя основными этническими группами являются боснийцы, преимущественно мусульмане; хорваты-католики; и сербы, являющиеся православными. Этот этнический конфликт привёл к Боснийской войне, которая произошла между 1992 и 1995 годами после обретения Боснией и Герцеговиной независимости от Социалистической Федеративной Республики Югославии. В результате войны погибло более 101 000 человек. Военные преступления и нарушения прав человека совершались представителями всех причастных национальностей. Наибольшее количество обвинений в военных преступлениях предъявлено сербам. 

## Этническая и религиозная дискриминация
В 2019 году Всемирный банк опубликовал отчёт, в котором установлено, что дискриминация цыган является серьёзной проблемой в странах Западных Балкан, включая Боснию и Герцеговину. В отчёте говорится, что цыгане, составляющие 1,7% населения Боснии, испытывают больше трудностей с доступом к базовым услугам, таким как здравоохранение, образование, трудоустройство и жильё, чем нецыганское население. 
Международная неправительственная организация Human Rights Watch в своём годовом отчёте за 2020 год отметила, что дискриминация этнических и религиозных меньшинств остается серьёзной проблемой прав человека в Боснии и Герцеговине. Конституция Боснии и Герцеговины запрещает этническим меньшинствам, таким как евреи и цыгане, которые являются двумя крупнейшими группами меньшинств в стране, баллотироваться на пост президента. 
Сложности Конституции Боснии и Герцеговины являются результатом Дейтонских мирных соглашений, которые были подписаны в 1995 году по завершении боснийской войны. 
Из-за значительной роли, которую этнический национализм и политика этнической идентичности играют в боснийском обществе, Конституция Боснии предусматривает, что президиум правительства должен состоять из трёх членов, избираемых прямым голосованием. По одному члену президиума избирают боснийцы, хорваты и сербы. Кандидат в президенты должен идентифицировать себя только с одной из этих этнических идентичностей и не имеет права участвовать в выборах, если он принадлежит к каким-либо дополнительным этническим группам, что не позволяет этническим меньшинствам, таким как цыгане и евреи, баллотироваться на пост президента, а также всем, кто принадлежит к более чем одной из трёх основных этнических групп. Кроме того, боснийцы, хорваты и сербы могут голосовать только за одного кандидата, принадлежащего к их собственной этнической группе. 
Эти ограничения на право баллотироваться на выборные должности по этническому признаку вызывают споры и подвергаются критике со стороны международных организаций, таких как Европейский суд по правам человека. В деле Сейдича и Финчи против Боснии и Герцеговины в 2009 году Европейский суд по правам человека постановил, что Конституция Боснии носит дискриминационный характер и противоречит Европейской конвенции по правам человека. Дерво Сейдич, цыган, и Якоб Финчи, еврей, подали жалобы в Европейский суд по правам человека о том, что они не имеют права баллотироваться на пост президента и в Палату народов Боснии и Герцеговины из-за своей принадлежности к группам этнических меньшинств, несмотря на то, что оба мужчины были гражданами Боснии и Герцеговины.

## Военные преступления
В течение боснийской войны 1992—1995 годов произошло большое количество нарушений прав человека. К ним относятся этнические чистки, внесудебные казни, изнасилования и пытки. В декабре 2017 года Международный уголовный трибунал по бывшей Югославии, суд ООН, созданный для преследования военных преступлений, имевших место во время Боснийской войны, закрылся. С тех пор национальные суды несут ответственность за судебное преследование за военные преступления и преступления против человечности, совершённые во время войны. В докладе Совета ООН по правам человека, подготовленном Управлением Верховного комиссара ООН по правам человека, по Боснии и Герцеговине, выражается обеспокоенность тем, что внутренние суды Боснии и Герцеговины не спешат завершать судебное преследование по делам о военных преступлениях. Жертвы изнасилований и пыток во время войны сталкиваются с многочисленными трудностями в достижении правосудия, им грозят судебные издержки в размере до 5000 евро, если их дело не будет успешным.

## Лица, ищущие убежища, и внутренне перемещённые лица
По состоянию на 2020 год 96 421 босниец по-прежнему классифицируется как внутренне перемещённые лица в результате боснийской войны, закончившейся в 1995 году. Пятьдесят восемь процентов боснийцев, покинувших страну в качестве беженцев во время войны, ещё не вернулись. В рамках финансируемой правительством Региональной жилищной программы было построено 1000 домов для расселения внутренне перемещённых лиц и репатриантов.
И Human Rights Watch, и Amnesty International раскритиковали действия боснийского правительства в отношении недавнего притока просителей убежища. Критика включает медленную обработку правительством заявлений о предоставлении убежища и неспособность предоставить просителям убежища базовую еду, кров и медицинскую помощь.

## Правозащитники и гражданское общество
В своём Всемирном докладе за 2019 год Human Rights Watch сообщила, что правозащитники и неправительственные организации сталкивались с вмешательством в их работу. Они сообщили, что полиция выписывала штрафы за нарушение общественного порядка людям, участвующим в публичных собраниях и протестах. Сеть безопасности для европейских журналистов сообщила, что в 2014 году Альянс независимых социал-демократов, крупная политическая партия Республики Сербской, опубликовал список журналистов и неправительственных организаций, которых они сочли «неподходящими». Human Rights Watch также сообщила, что Республика Сербская разработала законопроект, который позволит ей контролировать работу и финансы неправительственных организаций, получающих иностранные пожертвования.

## Свобода СМИ
Свобода прессы включена в Конституцию Боснии и Герцеговины. Freedom House классифицирует прессу Боснии и Герцеговины как частично свободную. По данным Платформы Совета Европы по содействию защите журналистики и безопасности журналистов, с 2015 года произошло семь «нападений на физическую безопасность и неприкосновенность журналистов», шесть случаев «притеснения или запугивания журналистов», и четыре «других нападения, оказывающие сдерживающее воздействие на свободу СМИ». Согласно Платформе, пятнадцать из этих инцидентов не были урегулированы, а два были урегулированы или устранены боснийским правительством. По данным Human Rights Watch, журналисты подвергаются преследованиям, давлению со стороны политических групп, жестоким нападениям и запугиваниям, включая угрозы смертью. Human Rights Watch подчёркивает, что BH Novinari, союз журналистов Боснии и Герцеговины, сообщил о 41 нарушении свободы прессы в 2019 году.

## Сексуальная ориентация и гендерная идентичность
Однополые отношения законны в Боснии и Герцеговине. Однако однополые браки не признаются законом Боснии. Трансгендерам разрешено менять свой юридический пол. В докладе Совета ООН по правам человека по Боснии и Герцеговине за 2019 год Комитет по правам человека и Комитет против пыток выразили обеспокоенность по поводу отсутствия расследования властями преступлений на почве ненависти, совершённых в отношении лесбиянок, геев, бисексуалов и трансгендеров. Гомофобия, насилие и преступления на почве ненависти в отношении представителей ЛГБТ-сообщества широко распространены в Боснии и Герцеговине. В сентябре 2008 года семь гражданских лиц и полицейский были ранены протестующими против ЛГБТ на Квир-фестивале в Сараево. Перед началом фестиваля организаторам фестиваля поступали анонимные угрозы убийством. Шесть человек были госпитализированы с травмами головы, один из нападавших был задержан полицией. В сентябре 2019 года первый в Боснии ЛГБТ-парад прошёл в Сараево, столице страны. Тысяча полицейских присутствовала, чтобы защитить протестующих от насилия и преступлений на почве ненависти. Одновременно с гей-парадом в Сараево анти-ЛГБТ-группы провели контрпротесты.

## Права женщин
Миссия Организации по безопасности и сотрудничеству в Европе в Боснии и Герцеговине сообщает, что насилие в отношении женщин является широко распространённой проблемой в боснийском обществе. Миссия также сообщает, что женщины недостаточно представлены и маргинализированы в частном и государственном секторах. Во время Боснийской войны 1992–1995 годов произошла эпидемия сексуального насилия. Официальных данных о количестве женщин, подвергшихся сексуальному насилию во время войны, не существует, однако оценки варьируются от 20 000 до 50 000. Боснийская правовая система практически не реагирует на судебное преследование мужчин, совершивших сексуальное насилие во время войны. Жертвы рискуют потерять тысячи евро в виде судебных издержек, если подадут в суд на Республику Сербскую о возмещении ущерба, причинённого сексуальным насилием, совершённым её солдатами во время войны.

## Международные меры
Организация по безопасности и сотрудничеству в Европе — известная межправительственная организация, имеющая представительство в Боснии и Герцеговине. Они работают над восстановлением мира и гармонии в регионе и продвигают права человека для всех граждан Боснии и Герцеговины, включая цыган и евреев. Структура «ООН-женщины» имеет офис в Боснии и Герцеговине, где они стремятся поддержать правительство в достижении глобальных стандартов гендерного равенства.